# Andriy Jouk
Andriy Ilytch Jouk né le 14 juillet 1880 à Vovchyk, Raïon de Loubny, Gouvernement de Poltava en Russie impériale et mort le 3 septembre 1968 à Vienne en Autriche, est une personnalité politique ukrainienne, diplomate, syndicaliste, journaliste et rédacteur en chef. 

## Biographie
Andriy Jouk est issu d'une famille cosaque. Après des études secondaires, il est employé comme greffier du comté de Lubny Zemstvo en 1898. Il était membre d'un groupe ukrainien local dirigé par Mykola Porch qui constituera en 1900 la principale organisation du Parti révolutionnaire ukrainien. 
À partir de 1901, il a commencé à être publié, la première publication est apparue dans le Bulletin Littéraire-Scientifique. La même année, il a obtenu un poste au bureau des statistiques de la province de Poltava, dirigé par Alexandre Roussov. Il a rapidement déménagé à Bilopillia où il a travaillé comme fonctionnaire à la gare. 
En 1901 à 1902, il fut enrôlé dans l'armée, mais à l'automne 1902, il fut réformé pour cause de maladie. 
En 1903, il a déménagé à Kharkiv en essayant de créer un cercle politique parmi les employés des chemins de fer. Il distribua de la littérature clandestine à la gare de Lioubotyn, mais il fut arrêté, puis amnistié en octobre 1904 et libéré de la prison de Kharkiv. 
À partir de 1905, il fut l'un des dirigeants du Parti ouvrier social-démocrate ukrainien. Il a participé aux événements de la révolution de 1905 en tant qu'agitateur agricole avec Dmytro Antonovitch. 
En 1906, il est arrêté pour la deuxième fois et incarcéré à la prison Lukianovka à Kiev. 
En 1907, il est libéré de prison sous caution avec les membres du Comité central du Parti ouvrier social-démocrate ukrainien Volodymyr Vynnytchenko et Volodymyr Stepankivsky. Peu de temps après, le 28 septembre 1907, tous trois traversèrent la frontière austro-russe. 

### En Autriche-Hongrie
Après être allé à l'étranger, Andriy Jouk a vécu à Lviv. Il s'est engagé dans des activités journalistiques, a collaboré avec les journaux sociaux-démocrates ("Zemlya i Volya", "Pratsya") et nationaux-démocrates ("Dilo", "Rada").
À partir de 1909, il commence à soutenir le courant "révisionniste" du Parti ouvrier social-démocrate ukrainien, lance un débat multipartite pour mettre la question nationale au premier plan du programme et trouver des alliés dans le camp de la démocratie nationale, pour laquelle il est finalement exclu du parti en 1911 avec ses partisans Vladimir Dorochenko et Volodymyr Stepankivsky. 
En 1912, il fonde le Comité d'information ukrainien. 
En août 1914, il s'installe à Vienne. Le  Comité d'information ukrainien devient l'union pour la libération de l'Ukraine (Soiuz Vyzvolennia Ukrainy SUV).
En 1915, est fondé à Vienne la Rada de tous les ukrainiens ainsi que l'administration militaire des volontaires ukrainiens dont Andriy Jouk prend la direction. La même année, il collabore à la La Revue ukrainienne qui est une lettre d'information ukrainienne illustrée en français, publiée à Lausanne en Suisse, de 1915 à 1917 sous la direction rédactionnelle de Arthur Seelieb.
Durant la Première Guerre mondiale, Andriy Jouk est un des principaux membres de l'Union pour la libération de l'Ukraine, du Conseil principal ukrainien (1914-1915), du Conseil général ukrainien (1915-1916) et du mouvement Dniepr ukrainien. 
En 1918, durant la Grande guerre fut établi une représentation diplomatique ukrainienne dans les capitales européennes après le traité de Brest-Litovsk.  
Avec l'arrivée à Vienne de Viatcheslav Lipinsky, le représentant de l'hetman ukrainien, Andriy Jouk fut nommé commissaire spécial au ministère des Affaires étrangères, puis nommé conseiller ministériel auprès du Ministre des Affaires étrangères à Vienne. Andriy Jouk, en tant que diplomate, a participé à deux conférences diplomatiques ukrainiennes tenue au cours de l'été 1919 à Vienne et à Karlsbad. 

### Entre deux guerres
En 1920 Andriy Jouk était membre du Rada nationale pan-ukrainienne à Vienne, mais cette Rada s'est rapidement dissoute. Le gouvernement soviétique considérait les responsables communistes ukrainiens comme des patriotes ukrainiens et bâtisseurs de nations. Andriy Jouk croyait que la tendance à l'ukrainisation de l'époque jetterait les bases d'un développement de la vie économique et culturelle ukrainienne. A cette époque, de nombreux exilés ukrainiens partageaient le même point de vue que Jouk et plusieurs personnalités culturelles majeures telles que le professeur Mykhaïlo Hrouchevsky sont retournées dans L'Ukraine soviétique ne sachant pas ce que son avenir lui réserverait. 
Andriy Jouk se préparait également à retourner en Ukraine soviétique jusqu'à ce qu'un diplomate soviétique le persuade de rester à Vienne. C'était une décision sage parce que la tendance à l'ukrainisation était terminée au bout de dix ans et pendant la répression stalinienne des années 1930 des exilés ukrainiens qui étaient revenus, ont disparu. Cependant Jouk et sa famille voulurent retourner à Lviv, mais le gouvernement polonais s'est opposé à son retour et pendant longtemps refusé son entrée. Néanmoins, avec l'aide d'amis, il a pu retourner à Lviv à l'été l930. Il est revenu à un moment particulièrement difficile du programme de pacification du gouvernement polonais dirigée contre les Ukrainiens. Il a été obligé de faire profil bas car il aurait pu être emprisonné ou expulsé à tout moment par les autorités polonaises. Jouk a trouvé un emploi à la tête de la section statistique de l'Union des coopératives ukrainiennes à Lviv. Il a également maintenu des contacts avec les exilés politiques de l'Ukraine soviétique grâce à l'assistance mutuelle et la coopérative d'édition "Khrotytsia". Andriy Jouk a travaillé dans l'exécutif de cette coopérative et comme éditeur associé de leurs publications.
Andriy Jouk a également été fondateur et secrétaire de l'Association des travailleurs coopératifs ukrainiens à Lviv, une association de sympathisants et d'intellectuels du mouvement coopératif. Le mouvement coopératif ukrainien s'est développé régulièrement malgré l'opposition des autorités polonaises. Ce mouvement a fourni un emploi à de nombreux Ukrainiens qui ont été empêchés par les politiques du gouvernement polonais d'obtenir un emploi dans le gouvernement et même dans l'industrie privée. 

### Seconde Guerre mondiale et après-guerre
En 1939, avec le déclenchement de la Seconde Guerre mondiale et l'arrivée de l'armée soviétique à Lviv, Jouk réussit à s'enfuir à Vienne. Pendant les années de guerre, Andriy Jouk n'a pas pris une part active dans la politique. Il a écrit des articles occasionnels pour les quelques périodiques et journaux ukrainiens qui étaient publié dans l'Europe occupée par les nazis et recueilli des informations publiées sur les événements en Ukraine.
Avec l'arrivée des troupes soviétiques à Vienne en 1945, Andriy Jouk était à nouveau en danger mais la division de Vienne en zones d'occupation par les armées alliées lui a permis de rester en zone américaine. Andriy Jouk a repris sa longue correspondance avec ses amis et a été consulté par de nombreux Ukrainiens universitaires en tant que spécialiste de l'histoire politique ukrainienne. Il avait conservé la garde des archives politiques et de toutes les autres associations politiques et culturelles ukrainiennes dans lesquelles il avait collaboré. Avec l'évacuation des forces d'occupation alliées en 1955, la communauté ukrainienne de Vienne a repris sa vie communautaire normale. Andriy Jouk a continué à s'intéresser à la politique et à l'économie ukrainiennes. Il continua la de rédaction d'articles sur des thèmes historiques ukrainiens dans des journaux et des revues. Il a correspondu avec des personnalités ukrainiennes du monde entier sur des sujets politiques et historiques en particulier  sur l'histoire du USDRP et de l'union pour la libération de l'Ukraine. 
Andriy Jouk est décédé le 3 septembre 1968 à Vienne.